# Гурский, Георгий Васильевич
Георгий Васильевич Гурский (1907 — ?) — сталеплавильщик, лауреат Ленинской премии.

## Биография
Окончил Таганрогский индустриальный техникум.
Инженер Таганрогского металлургического завода, с 1933 начальник мартеновского цеха № 1. Один из инициаторов стахановского движения (внедрил скоростные плавки). За высокие показатели работы цеха в 1934 году награждён орденом Трудового Красного Знамени.
После начала Великой Отечественной войны — в эвакуации, начальник мартеновского цеха № 2 Кузнецкого металлургического комбината. За образцовое выполнение правительственного задания по организации производства танковой брони Указом Президиума Верховного Совета СССР 24 ноября 1941 года награждён орденом.
С 1956 года зам. директора Новотульского металлургического завода по новой технике.
В 1970—1980-е гг. главный сталеплавильщик Госплана СССР.
Ленинская премия 1958 года (№ медали 263) — за создание первых промышленных установок непрерывного розлива стали.
Похоронен на Миусском кладбище (6 участок). 
Библиография: Основы процесса непрерывной разливки стали / Г. В. Гурский // Современные проблемы металлургии : сб. ст. : акад. И. П. Бардину к 75-летию / АН СССР . — М. : Изд-во АН СССР, 1958 . С. 327—350.
Сыновья:
- Адольф (р. 1933) — металлург
- Борис (1944—2011) — учёный и конструктор, член-корреспондент Российской академии ракетных и артиллерийских наук, доктор технических наук, заслуженный машиностроитель России, лауреат Государственной премии РФ (2003).